# حكومة رشيد كرامي العاشرة
الحكومة اللبنانية السادسة والخمسون بعد الاستقلال، والثانية بعهد الرئيس أمين الجميل، وهي عاشر حكومة يترأسها رشيد كرامي. شكلت الحكومة بموجب المرسوم رقم 1631 بتاريخ 30 نيسان / أبريل 1984، ونالت الحكومة الثقة بموجب 53 صوتاً ضد 15 صوت وامتناع 3 أصوات، وأقيلت الحكومة بتاريخ 22 أيلول / سبتمبر 1988 في آخر يوم من عهد الرئيس الجميل.

## أعضاء الحكومة
- رشيد كرامي رئيساً لمجلس الوزراء ووزيراً للخارجية والمغتربين.
- كميل شمعون وزيراً للإسكان والتعاونيات ووزيراً للمالية.
- وليد جنبلاط وزيراً للأشغال العامة والنقل ووزيراً للسياحة.
- جوزيف سكاف وزيراً للإعلام.
- فيكتور قصير وزيراً للاقتصاد والتجارة ووزيراً للصناعة والنفط.
- بيار الجميل وزيراً للبريد والمواصلات السلكية واللاسلكية ووزيراً للشؤون الاجتماعية ووزيرا للصحة العامة.
- سليم الحص وزيراً للتربية الوطنية والفنون الجميلة ووزيراً للعمل.
- عبد الله الراسي وزيراً للداخلية.
- عادل عسيران وزيراً للدفاع الوطني ووزيراً للزراعة.
- نبيه بري وزيراً للعدل ووزيراً للموارد المائية والكهربائية.

### تعديلات حكومية
- في 7 أيار / مايو 1984 أنشأ منصب وزير دولة تحت اسم وزير دولة لشؤون الجنوب والإعمار وأوكلت الحقيبة للوزير وليد جنبلاط.
- في 4 أيلول / سبتمبر 1984 عين جوزيف الهاشم وزيراً للبريد والمواصلات السلكية واللاسلكية ووزيراً للشؤون الاجتماعية ووزيراً للصحة العامة خلفاً للوزير بيار الجميل الذي توفي في 29 آب / أغسطس.
- في 1 حزيران / يونيو 1987 عين الوزير سليم الحص رئيساً لمجلس الوزراء ووزيراً للخارجية والمغتربين خلفاً لرئيس الوزراء رشيد كرامي الذي اغتيل في نفس اليوم.
- في 10 آب / أغسطس 1987 عين جوزيف الهاشم وزيراً للإسكان والتعاونيات ووزيراً للمالية خلفاً للوزير كميل شمعون الذي توفي في 7 آب / أغسطس.

## أهم الأحداث بفترة الحكومة
- الوزير نبيه بري رفض تسلم حقيبته إلا بعد استحداث وزارة لشئون الجنوب والإعمار، واستحدثت هذه الوزارة بتاريخ 7 أيار / مايو 1984.
- الوزير عبد الله الراسي اعتكف عن تسلم مهام وزارته وذلك منذ تشكيل الوزراة ولغاية يوم 20 تموز / يوليو 1986، وفي فترة اعتكافة تم تكليف الوزير جوزيف سكاف بمهام الوزارة.
- الوزير سليم الحص قدم استقالته من منصبه بتاريخ 26 كانون الثاني / يناير 1985 وذلك لدوافع سياسية واقتصادية وأمنية، وقد سحب استقالته بعد ذلك بعد إجراءه مشاورات مع عدد من الشخصيات السورية واللبنانية السياسية والروحية.
- قاطع الوزراء سليم الحص ونبيه بري ووليد جنبلاط جلسات الحكومة وذلك لحين إلغاء المراسيم الاشتراعية التي صدرت أثناء حكومة الرئيس شفيق الوزان.
- في 10 نيسان / أبريل 1985 أعلن الرئيس رشيد كرامي عن مقاطعته لجلسات مجلس الوزراء بسبب قيام القوات اللبنانية بقيادة سمير جعجع وبمشاركة من قوات جيش لبنان الجنوبي بقيادة أنطوان لحد بقصف مدينة صيدا وماجاورها وذلك أثناء انسحاب إسرائيل منها، تبعها بقيامه والوزير سليم الحص بتقديم استقالتهما بتاريخ 17 نيسان / أبريل 1985 وذلك بعد اشتباكات دامية وقعت في عدد من أحياء بيروت الغربية بين حركة أمل وحركة المرابطون، وقد سحبا استقالتهما بعد ذلك بعد اجتماع موسع عقد في دمشق للقوى الوطنية والإسلامية وذلك بعد أسبوع من الاستقالة.
- قاطع رئيس الحكومة رشيد كرامي رئيس الجمهورية أمين الجميل بتاريخ 15 كانون الثاني / يناير 1986 وذلك بعد انقلاب سمير جعجع على الاتفاق الثلاثي الذي رعته دمشق، وبعد هذه المقاطعة أعلن تشكيل هيئه سميت بالهيئة الحكومية بتاريخ 17 حزيران / يونيو 1986 تكونت منه ومن الوزراء سليم الحص وعادل عسيران ونبيه بري ووليد جنبلاط، وإنضم إليهم بعد ذلك الوزير عبد الله الراسي بعد عودته عن اعتكافه.
- بتاريخ 2 أيلول / سبتمبر 1986 تحولت اجتماعات الحكومة إلى هيئة حوار وطني، وقد خرج من الاجتماع الأول لجنه وزارية مصغرة لوضع مشروع لصيغة ميثاق وطني. وقد انقطعت الاجتماعات بعد آخر اجتماع عقدته بتاريخ 23 أيلول / سبتمبر.
- في 10 شباط / فبراير 1987 سقطت قنبلة يدوية على القصر الحكومي في الصنائع وكان وقتها رئيس الحكومة باجتماع مع وزير الدفاع، وفي مساء هذه الليلة أطلقت قذيفة بالقرب من منزل رئيس الحكومة.
- في 23 نيسان / أبريل 1987 اجتمعت الحكومة في مجلس النواب كهيئة حوار وطني وذلك بحضور رئيس المجلس حسين الحسيني ومقاطعه من الوزير وليد جنبلاط، وقد أعلن بعد ذلك الرئيس رشيد كرامي عن تأجيل الاجتماع الثاني، وبعد ذلك هاجم الوزير جنبلاط رئيس الجمهورية ورئيس مجلس النواب ورئيس الحكومة وذلك بمهرجان عقد في 1 أيار / مايو.
- رفض رئيس الحكومة تشغيل مطار حالات غير الشرعي، فأدى ذلك إلى اشتداد الهجوم عليه من قبل القوات اللبنانية مستغله تفاقم الحالة الاقتصادية.
- في 4 أيار / مايو 1987 قدم الرئيس رشيد كرامي استقالته.
- بتاريخ 1 يونيو 1987 اغتيل رئيس الحكومة رشيد كرامي وذلك بتفجير عبوه وضعت خلف مقعده بطوافة عسكرية كانت تنقلة من طرابلس إلى بيروت، فسمى رئيس الجمهورية أمين الجميل الوزير سليم الحص رئيساً للحكومة ووزيراً للخارجية والمغتربين بالوكالة بالإضافة إلى الوزارات التي يتولاها وذلك لحين تشكيل حكومة جديدة.
- في 26 تشرين الثاني / نوفمبر 1987 قرر الوزير جوزيف سكاف التوقف عن تصريف أعمال وزارته.
- في 13 أيلول / سبتمبر 1988 خطف وزير الدفاع عادل عسيران من قبل القوات اللبنانية وذلك لمدة ساعتين ونصف.
- في 22 أيلول / سبتمبر 1988 أقال الرئيس أمين الجميل الحكومة وشكل حكومة عسكرية بقيادة قائد الجيش العماد ميشال عون وذلك قبل نهاية ولايته بقليل، لكن الحكومة رفضت الإقالة وقررت الاستمرار بإدارة أعمالها وأصبح بذلك هناك حكومتين متنافستين أحدهم مدينة والأخرى عسكرية يقومان بأعمال رئيس الجمهورية، وضلت الحكومة قائمه فعلياً إلى 25 تشرين الثاني / نوفمبر 1989 عندما كلف الرئيس المنتخب إلياس الهراوي الرئيس سليم الحص بتشكيل حكومة اتحاد وطني كما نص عليه اتفاق الطائف.

## وصلات خارجية
- موقع رئاسة مجلس الوزراء الرسمي